# Šáfiovský mazhab

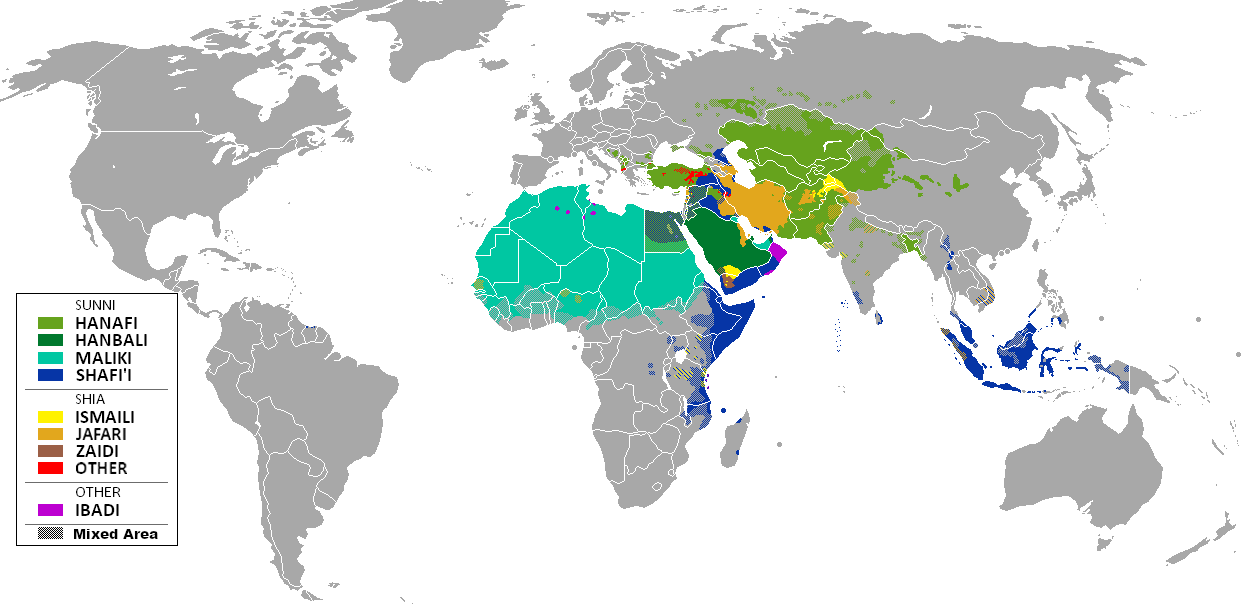
Šáfiovský madhab (tmavě modrá oblast)

Šáfiovský mazhab je jeden ze směrů islámské právní vědy. Islámské právo tohoto směru založil Muhammad bin Idrís aš-Šáfi'í. Studoval u Málika i žáků Abú Hanífy. Představují jistou "střední cestu v rozhovoru mezi zastánci tradice (asháb al-hadíth) a zastánci práva na vlastní názor (asháb ar-ra'j). Aš-Šáfi'í se ve svém hlavním díle Risála fi usúl al-fiqh (Traktát o základech fiqhu) snažil stanovit meze každého ze čtyř zdrojů práva (qijás, idžmá, istihsán a konečně Šáfi'úv vlastní přístup, vlastní istisháb).
Šáfi'ovský směr se těšil podpoře Abbásovců a byl nejrozšířenějším směrem až do 16. století, kdy jej vystřídal hanafijský (hanífovský) mazhab.
Mezi Šáfi'ího žáky vynikl zejména Al-Ghazálí.